# جغرافیای ماداگاسکار

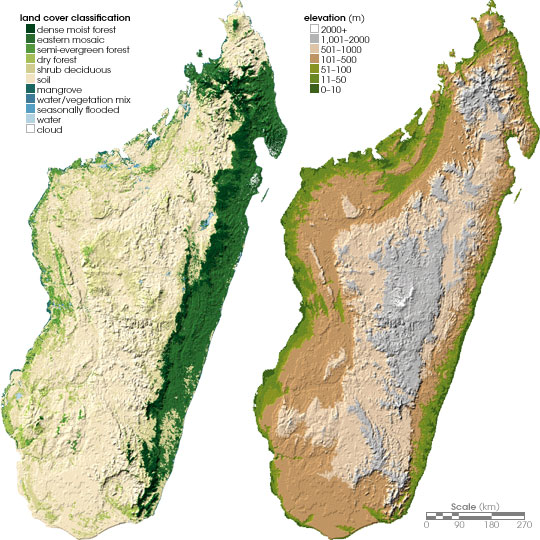
نقشه ناهمواری‌ها (راست) و پوشش گیاهی (چپ) ماداگاسکار.

کشور ماداگاسکار یک جزیره بزرگ در اقیانوس هند در سواحل شرقی جنوب آفریقا، شرق موزامبیک است. ماداگاسکار در ۴۰۰ کیلومتری شرق سرزمین اصلی آفریقا جای گرفته‌است. مساحت آن ۵۸۷٬۰۴۰ کیلومتر مربع، شامل ۵۸۱٬۵۴۰ کیلومتر مربع خشکی و ۵٬۵۰۰ کیلومتر مربع آب است.
ماداگاسکار چهارمین جزیره بزرگ و دومین کشور بزرگ جزیره‌ای در جهان است. بلندترین نقطه آن ماروموکوتورو در رشته‌کوه تساراتانانا در شمال جزیره با ارتفاع ۲۸۷۶ متر قرار دارد.
پایتخت کشور، آنتاناناریوو در ارتفاعات مرکزی در نزدیکی مرکز جزیره است. این کشور بیست‌وپنجمین منطقه ویژه اقتصادی را دارد که مساحت آن ۱٬۲۲۵٬۲۵۹ کیلومتر مربع است.

## آب‌وهوا
آب و هوای کشور در امتداد سواحل، استوایی، در داخله کشور معتدل و در جنوب خشک است. هوا تحت تأثیر بادهای بسامان جنوب شرقی قرار دارد که از واچرخند اقیانوس هند سرچشمه می‌گیرند؛ کانونی با فشار جوی بالا که به صورت فصلی موقعیت خود را بر فراز اقیانوس تغییر می‌دهد.

مناطق آب‌وهوایی ماداگاسکار

ماداگاسکار دو فصل دارد: یک فصل گرم و مرطوب از نوامبر تا آوریل؛ و یک فصل خشک و خنک‌تر از ماه مه تا اکتبر. با این وجود، تغییرات زیادی در آب و هوا به دلیل ارتفاع و موقعیت نسبت به بادهای غالب وجود دارد.
به‌طور کلی، آب‌های سطحی در امتداد ساحل شرقی و در منتهی‌الیه شمال فراوان‌اند (به استثنای منطقه اطراف «کاپ دامبر» که دارای آب‌های سطحی نسبتاً کمی است). مقدار آن به سمت غرب و جنوب کاهش می‌یابد و خشک‌ترین مناطق در منتهی‌الیه جنوب یافت می‌شوند.
سواحل شرقی دارای آب و هوای جنگل بارانی استوایی است. این منطقه به خاطر این‌که به‌طور مستقیم در معرض بادهای بسامان قرار دارد، بیشترین میزان بارندگی را دارد که در بعضی از مناطق سالانه به‌طور متوسط به ۴۰۰۰ میلی‌متر می‌رسد. این منطقه دارای آب و هوای گرم و مرطوب است که در آن تب و بیماری گرمسیری بومی زیاد دیده می‌شود.
توفندهای ویرانگر در فصل بارندگی رخ می‌دهد و عمدتاً از جهت جزایر ماسکارین وارد می‌شود. از آنجا که ابرهای بارانی مقدار زیادی از رطوبت خود را در شرق بلندترین ارتفاعات جزیره تخلیه می‌کنند، مناطق مرتفع مرکزی خشک‌تر هستند و به دلیل ارتفاع خنک‌تر نیز هستند. وقوع توفان با رعد و برق در فصل بارندگی در مناطق مرتفع مرکزی و مناطق پست ساحلی شرقی معمول است.

### زیست جانوری و گیاهی
ماداگاسکار ۸۸ میلیون سال پیش از هند جدا شد و پس از آن هیچگاه با خشکی‌های دیگر دنیا پیوستگی نداشته‌است. این جدایی طولانی باعث شده تا اغلب گیاهان و جانورانش بی‌همتا باشند و در جای دیگری از دنیا پیدا نشوند. در حدود ۹۰ درصد از تمامی گونه‌های گیاهی و جانوری ماداگاسکار بومی انحصاری این جزیره هستند

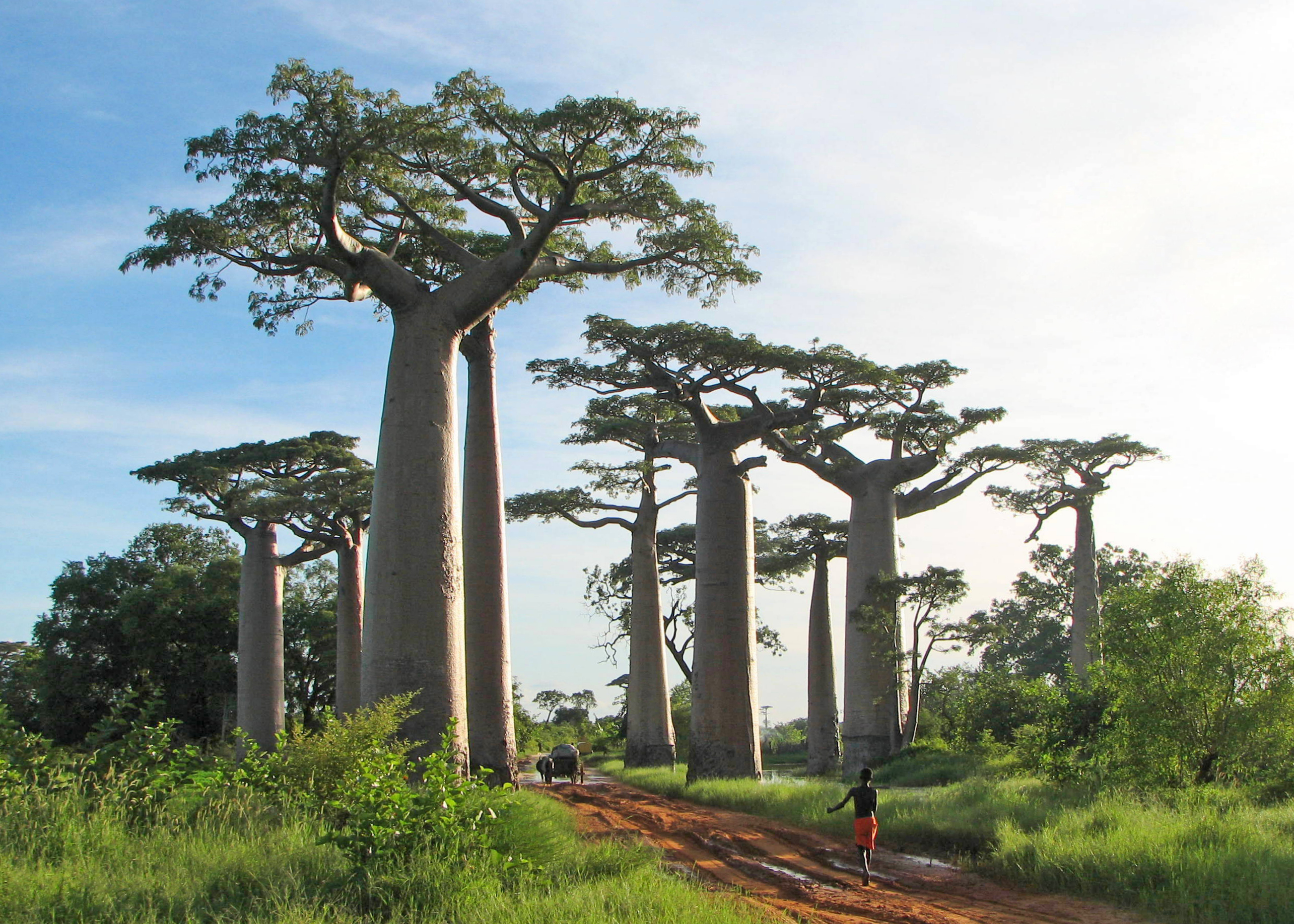
درختان بائوباب در نزدیکی مورونداوا.

بسیاری از گونه‌های ویژه آفریقایی - پستانداران بزرگ مانند فیل، کرگدن، زرافه، گورخر، و شاخ‌درازان و شکارچیانی مانند شیر و پلنگ - در ماداگاسکار وجود ندارند. علاوه بر این، این جزیره از بسیاری از مارهای سمی بومی قاره آفریقا در امان مانده‌است. اگرچه فرض بر این است که بیشتر اشکال زندگی در این جزیره ریشه آفریقایی (یا آمریکای جنوبی) دارد، اما انزوای جغرافیایی باعث شده‌است که گونه‌های قدیمی - در جاهای دیگر منقرض شده - در آن زنده بمانند و گونه‌های جدید منحصر به فردی در جزیره تکامل یابد؛ بنابراین، شمار زیادی از گیاهان، حشرات، خزندگان و گونه‌های ماهی بومی ماداگاسکار هستند و همه گونه‌های پستانداران خشکی‌زی بومی آن نیز - در کل ۶۶ گونه - منحصر به جزیره‌هستند. 
معروفترین آن‌ها لمورها هستند. خانواده‌ای نخستیان با نزدیک به صد گونه متفاوت که فقط در ماداگاسکار وجود دارند. از دیگر جانوران این جزیره آفتاب‌پرست پلنگی است که در بخش‌های شرقی و شمالی ماداگاسکار یافت‌می‌شود. بیش از ۸۰ درصد از ۱۴٬۸۸۳ گونه گیاهی این جزیره را در هیچ‌جای دیگر جهان نمی‌توان یافت. ازجمله پنج خانواده از گیاهان تنها ویژه ماداگاسکار هستند. این اکولوژی ویژه باعث شده‌است که برخی بوم‌شناسان از ماداگاسکار به عنوان «قاره هشتم» یاد کنند.
ماداگاسکار زمانی تقریباً به‌طور کامل با جنگل پوشیده شده بود، اما بریدن و سوزاندن جنگل برای کشت خشک برنج بیشتر درختان را به‌ویژه در مناطق مرتفع مرکزی از بین‌برد. جنگل‌های بارانی در دامنه تپه‌های شیب‌دار در امتداد یک محور باریک شمال به جنوب در حاشیه ساحل شرقی متمرکز شده‌اند، از توده تساراتانانا در شمال تا تولاگنارو در جنوب. 
رشد ثانویه، که جایگزین جنگل اصلی شده و تا حد زیادی از درختان نخل مسافر، نخل رافیا و بائوباب تشکیل شده‌است، در بسیاری از نقاط در امتداد ساحل شرقی و در شمال دیده می‌شود. پوشش گیاهی مناطق مرتفع مرکزی و ساحل غربی در بیشتر قسمت‌ها از نوع گرم‌دشت (ساوانا) یا استپ است و در مواردی که فرسایش، خاک سرخ و نارنجی لاتریتی را نمایان نکرده، چمنزارهایی با علف‌های زبر گسترده‌اند. در جنوب غربی، پوشش گیاهی متناسب با شرایط کویری است.
باقی‌مانده جنگل بارانی شامل تعداد زیادی از گونه‌های گیاهی منحصر به فرد است. این کشور حدود ۹۰۰ گونه گل ارکیده دارد. موز، انبه، نارگیل، وانیل (ثعلبیان) و سایر گیاهان گرمسیری در کرانه‌های دریا رشد می‌کنند و درخت اکالیپتوس که از استرالیا آورده شده‌است، امروزه گسترده‌است. از چوب و زغال چوب جنگل‌ها برای تأمین ۸۰٪ نیاز سوخت داخلی استفاده می‌شود. در نتیجه، چوب کمیاب شده‌است. 
در سال ۱۹۹۰، بانک جهانی یک برنامه زیست‌محیطی را آغاز کرد که کاشت کاج و اکالیپتوس را برای تأمین نیازهای سوخت در ماداگاسکار افزایش داده‌است.